# 安特衛普圍城戰
安特衛普圍城戰 (荷蘭語: Beleg van Antwerpen, 法語: Siège d'Anvers)是第一次世界大戰中德意志帝國與比利時、英國爭奪邊境設防城市的重大戰役之一。戰事從1914年9月28日至10月10日，德軍將比利時要塞守軍、野戰軍以及英國皇家海軍陸戰隊包圍在安特衛普地區。自德國入侵比利時開始，這個城市即被視為“國家的堡壘”。比利時守軍在被圍困之前曾三度反擊，延遲德軍增援法國戰線的時間，使英法聯軍能搶在德軍之前「向海岸衝刺」，掌握沿海港口的控制權。
儘管英國皇家海軍陸戰隊派出增援協防，比利時守軍仍然沒有獲勝的希望。當德軍沿著邊境線與海岸地區集結時，英軍和比利時野戰軍撤退至根特和奧斯坦德以保存實力，剩餘的守軍則在10月10日投降。直到1918年安特衛普才重新獲得解放。

## 背景
安特衛普不僅是比利時重要的邊防堡壘，亦是整個協約國防線的最左翼，控制著沿岸所有與不列顛對望的港口。同時，這裡的守軍和野戰軍威脅到德軍的側翼與補給線。鑒於上述理由，德國軍方將安特衛普視為最優先的目標。原先比利時軍和德軍相互對峙，突然在9月28日，德軍以十七英吋重砲轟炸安特衛普周圍的防線，並在列日集結大量後備部隊。經英國情報機構調查後回報，這次德軍將不計一切代價攻下安特衛普。